# Muro de Trump

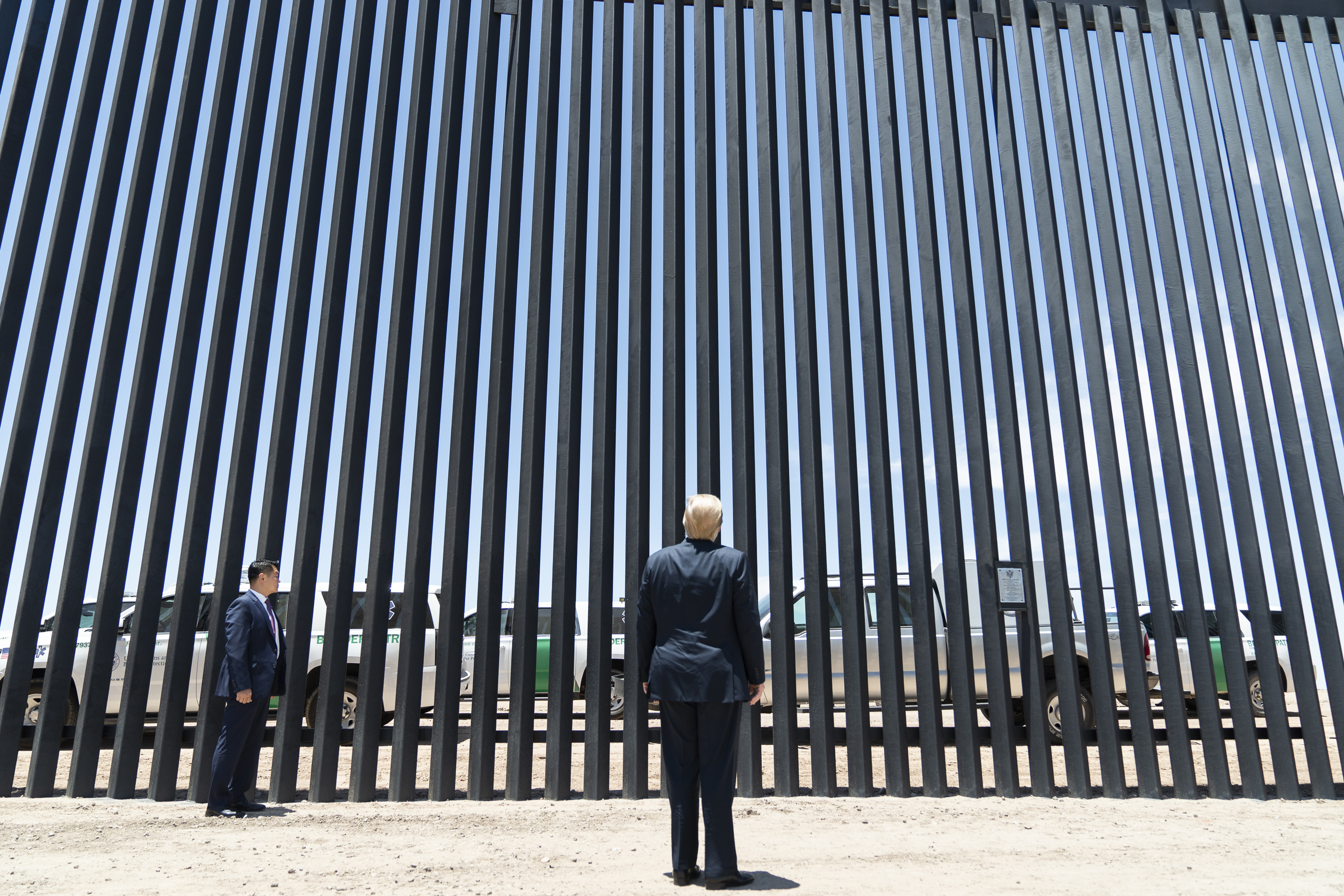
Donald Trump con una sección del muro fronterizo cerca de Yuma, Arizona, junio de 2020.

El muro de Trump (en inglés: Trump wall), comúnmente conocido como «El Muro» (en inglés: The Wall), es una expansión del muro fronterizo Estados Unidos-México que comenzó durante la presidencia de Donald Trump y fue una parte fundamental de la plataforma de campaña de Trump en las elecciones presidenciales de 2016. A lo largo de su campaña presidencial de 2016, Trump pidió la construcción de un muro fronterizo. Dijo que, de ser elegido, «construiría el muro y haría que México pagara por ello». El entonces presidente mexicano Enrique Peña Nieto rechazó la afirmación de Trump de que México pagaría por el muro; de hecho, toda la construcción dependió exclusivamente de financiación estadounidense.
En enero de 2017, Trump firmó la Orden Ejecutiva 13767, que ordenó formalmente al gobierno de Estados Unidos comenzar la construcción del muro a lo largo de la frontera entre Estados Unidos y México utilizando fondos federales existentes. Después de una lucha política por la financiación, que incluyó un lapso en las asignaciones que resultó en un cierre del gobierno durante 35 días y la declaración de una emergencia nacional, la construcción comenzó en 2018.
Estados Unidos construyó nuevas barreras a lo largo de 455 millas (732,2 km), 49 millas (78,9 km) de los cuales anteriormente no había barrera. Gran parte del resto consta de 30 pies (9,1 m) Muro de bolardo de acero donde anteriormente se hubieran dispuesto vallados o barreras para vehículos. Además, una organización privada llamada We Build the Wall construyó menos de 5 millas (8 km) de nuevo muro en propiedad privada cerca de El Paso, Texas. En agosto de 2020, las partes construidas por la organización ya corrían grave peligro de derrumbarse debido a la erosión, y el fiscal estadounidense en funciones para el Distrito Sur de Nueva York abrió una acusación acusando a cuatro personas, incluido el ex estratega jefe de Trump, Steve Bannon, de un plan para defraudar a cientos de miles de donantes al tomar ilegalmente fondos destinados a financiar la construcción para uso personal. Un memorando inédito de la Oficina de Aduanas y Protección Fronteriza de los Estados Unidos (CBP por sus siglas en inglés) filtrado en marzo de 2022 reveló que el «impenetrable» muro fronterizo había sido violado más de 3200 veces entre octubre de 2018 y septiembre de 2021. No obstante, los funcionarios de la CBP dicen que la cerca con bolardos sigue siendo una valiosa herramienta de seguridad fronteriza cuando se combina con tecnología de vigilancia y personal suficiente.
Inicialmente, el 20 de enero de 2021, el recién inaugurado presidente estadounidense Joe Biden puso fin a la emergencia nacional y detuvo la construcción del muro, pero el secretario de Seguridad Nacional de los Estados Unidos insinuó más tarde que la construcción del muro podría continuar bajo la administración de Biden. En abril de 2021, la administración Biden finalmente canceló todos los proyectos del muro fronterizo que se estaban pagando con fondos desviados de cuentas del Departamento de Defensa de los Estados Unidos. Para octubre de 2021, se cancelaron varios contratos de construcción del muro fronterizo y, en algunos casos, los terrenos adquiridos por el gobierno a propietarios privados mediante expropiación fueron devueltos a sus propietarios.